# Katoucha Niane
Pour les articles homonymes, voir Niane.
Katoucha Niane, de son nom complet Katoucha Tamsir Niane, née le 23 octobre 1960 à Conakry (Guinée) et morte le 2 février 2008 à Paris est une  top model française.  
Surnommée « la princesse peule » en raison de ses ancêtres peuls, elle est l'une des premières tops models noires et fut l'égérie d'Yves Saint Laurent dans les années 1980.

## Biographie

### Famille
Katoucha Niane naît le 23 octobre 1960 dans la capitale guinéenne Conakry, dans une famille d’intellectuels peuls. Elle est la fille de Djibril Tamsir Niane, historien et écrivain sénégalo-guinéen diplômé en histoire médiévale de l'université de Bordeaux et professeur honoraire de l’université Howard et d'Hadja Aissatou Diallo, intellectuelle formée en France,.  Elle est excisée à l'âge de 9 ans pour se conformer à la tradition,.
Pour échapper à la dictature d'Ahmed Sékou Touré en Guinée, elle s'expatrie à l'âge de 10 ans au Mali chez son oncle, où ce dernier abuse sexuellement d'elle,,. Deux ans plus tard, elle rejoint sa famille dans la capitale sénégalaise Dakar,.
À 17 ans, elle est enceinte d'une fille (Amy). On la marie de force à la sortie de l'hôpital pour pouvoir baptiser sa fille ; elle s'enfuit alors à Paris, où elle s'installe en 1980 avec sa fille,.
Elle donne par la suite naissance à un fils nommé Alexandre ainsi qu'à une autre fille, Aiden Curtiss.

### Carrière
Elle commence sa carrière de mannequin en France quelques mois après son arrivée en étant mannequin-cabine chez Lanvin, puis elle défile pour Thierry Mugler,,. Surnommée « la princesse peule » dans le milieu de la mode, Katoucha Niane devient l'égérie d'Yves Saint Laurent,, succédant à Rebecca Ayoko,. Elle devient un des modèles les plus demandées. Dans la continuité, elle tente une carrière de styliste et réussit trois défilés, le premier grâce à son ami Raymond Visan, au Buddha bar, le second à l'Espace Cardin et le dernier à l'École des Beaux-Arts.
Elle est la vedette du film sénégalais Ramata (2009), réalisé par Léandre-Alain Baker, dans lequel elle joue le rôle principal,. Le film raconte l'histoire d'une femme sénégalaise qui, à 50 ans, tombe amoureuse d'un homme de 25 ans son cadet.

### Mort

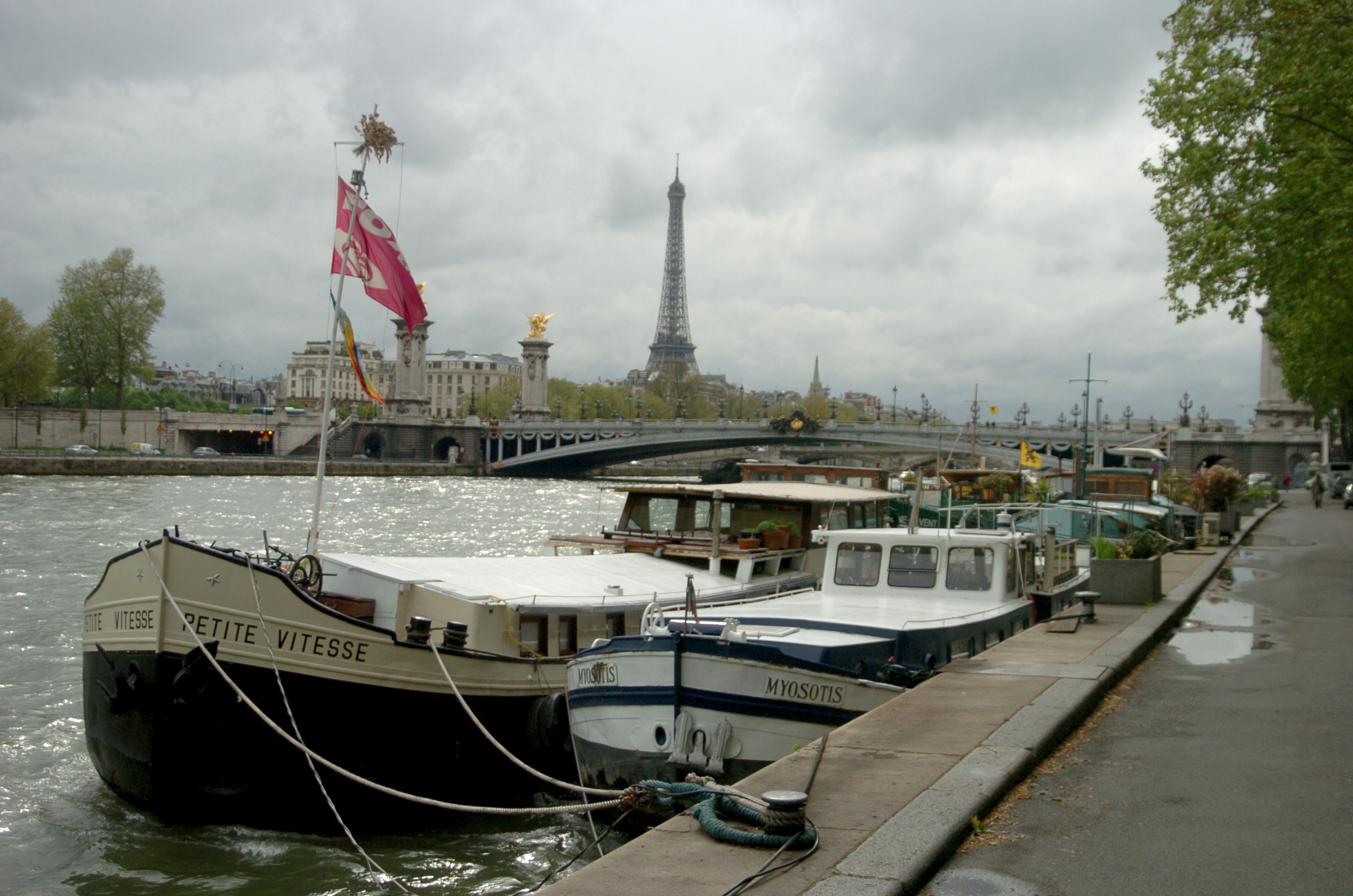
"Petite Vitesse" le 29 avril 2008, la péniche où vivait Katoucha Niane.

Elle est portée disparue dans la nuit du 1er au 2 février 2008 alors qu'elle rejoint son domicile, une péniche amarrée en bord de Seine à Paris qu'elle partage avec son compagnon, l'architecte Victor-Laurent Cotte. Son corps est repêché le 28 février à Boulogne-Billancourt, non loin du pont du Garigliano (15e arrondissement de Paris),. Les enquêteurs concluent à une mort accidentelle mais sa famille dépose une plainte contre X pour Homicide volontaire,. Elle est inhumée le 14 mars 2008 à Conakry.

## Lutte contre l'excision
En septembre 2007, elle publie le livre Dans ma chair coécrit avec Sylvia Deutsch, récit de sa vie et témoignage de son excision. Elle s'engage dans un combat contre cette mutilation génitale féminine en créant une association, KPLCE (Katoucha pour la lutte contre l’excision), afin de soutenir les victimes.

## Publication
- Dans ma chair, Michel Lafon, 2007,  (ISBN 978-2749906669)

### Vidéographie
- Jean Luret, Katoucha, le destin tragique d’un top model documentaire réalisé en 2009, retrace sa carrière.